# Sara Fiorin
Sara Fiorin, née le 24 septembre 2003 à Seveso, est une coureuse cycliste italienne. 

## Biographie
Sara Fiorin est la sœur aînée du cycliste italien Matteo Fiorin, champion du monde de poursuite par équipes juniors 2022.
En 2024, à l'âge de 20 ans, Sara remporte sa première victoire chez les professionnelles sur l'Umag Trophy Ladies en Croatie. Elle confirme trois mois plus tard, en s'imposant sur l'Omloop der Kempen.

## Palmarès sur route

### Par années
- 2022
  - 2e du Giro delle Marche
  - 3e du Giro Mediterraneo in Rosa
- 2023
  - 1re étape du Giro Mediterraneo in Rosa
- 2024
  - Umag Trophy Ladies
  - Omloop der Kempen Ladies
  - 3e du Grand Prix Mazda Schelkens
- 2025
  - 3e étape du Tour du Salvador
  - 2e du Grand Prix du Salvador
  - 3e du Grand Prix Suf City El Salvador

### Résultats sur les grands tours

#### Tour d'Italie
1 participation
- 2025 : abandon (6e étape)

### Classements mondiaux
| Année                                 | 2023 | 2024 |
| ------------------------------------- | ---- | ---- |
| Classement UCI                        | 966e | 127e |
|                                       |      |      |
| Légende : nc = non classéSource : UCI |      |      |

## Palmarès sur piste

### Championnats du monde
| Édition / Épreuve       | Vitesse par équipes |
| Le Caire 2021 (juniors) | Bronze              |

### Championnats d'Europe
| Édition / Épreuve                 | Vitesses par équipes | Poursuite par équipes | Scratch |
| Fiorenzuola d'Arda 2020 (juniors) | Argent               |                       |         |
| Anadia 2023 (espoirs)             |                      | Bronze                |         |
| Cottbus 2024 (espoirs)            |                      | Bronze                |         |
| Anadia 2025 (espoirs)             |                      |                       | Argent  |

### Championnats nationaux
- 2020
  -  Championne d'Italie juniors du 500 mètres
  -  Championne d'Italie juniors du keirin
  -  Championne d'Italie juniors de la vitesse
  -  Championne d'Italie juniors de l'élimination
  - 2e de la vitesse par équipes juniors
- 2021
  -  Championne d'Italie juniors du keirin
  -  Championne d'Italie juniors de la vitesse
  - 2e de l'omniumn juniors
  - 2e de l'élimination juniors
  - 3e de la vitesse par équipes juniors
- 2022
  - 2e de l'américaine
- 2023
  -  Championne d'Italie de poursuite par équipes (avec Martina Fidanza, Francesca Pellegrini et Martina Alzini)
  - 2e de la vitesse par équipes
  - 2e de l'américaine
  - 3e de la poursuite par équipes

### Autres
- 2021
  - 2e du Madison des 6 jours de Pordenone
- 2022
  - 2e du Keirin des 6 jours de Pordenone
- 2023
  - Madison du GP Brno
  - 3e de la Vitesse et du Madison à Fiorenzuola